# بخش وزول
بخش وزول (به فرانسوی: Arrondissement de Vesoul) یک بخش در فرانسه است که در اوت-سون واقع شده‌است.